# Hospitalorden

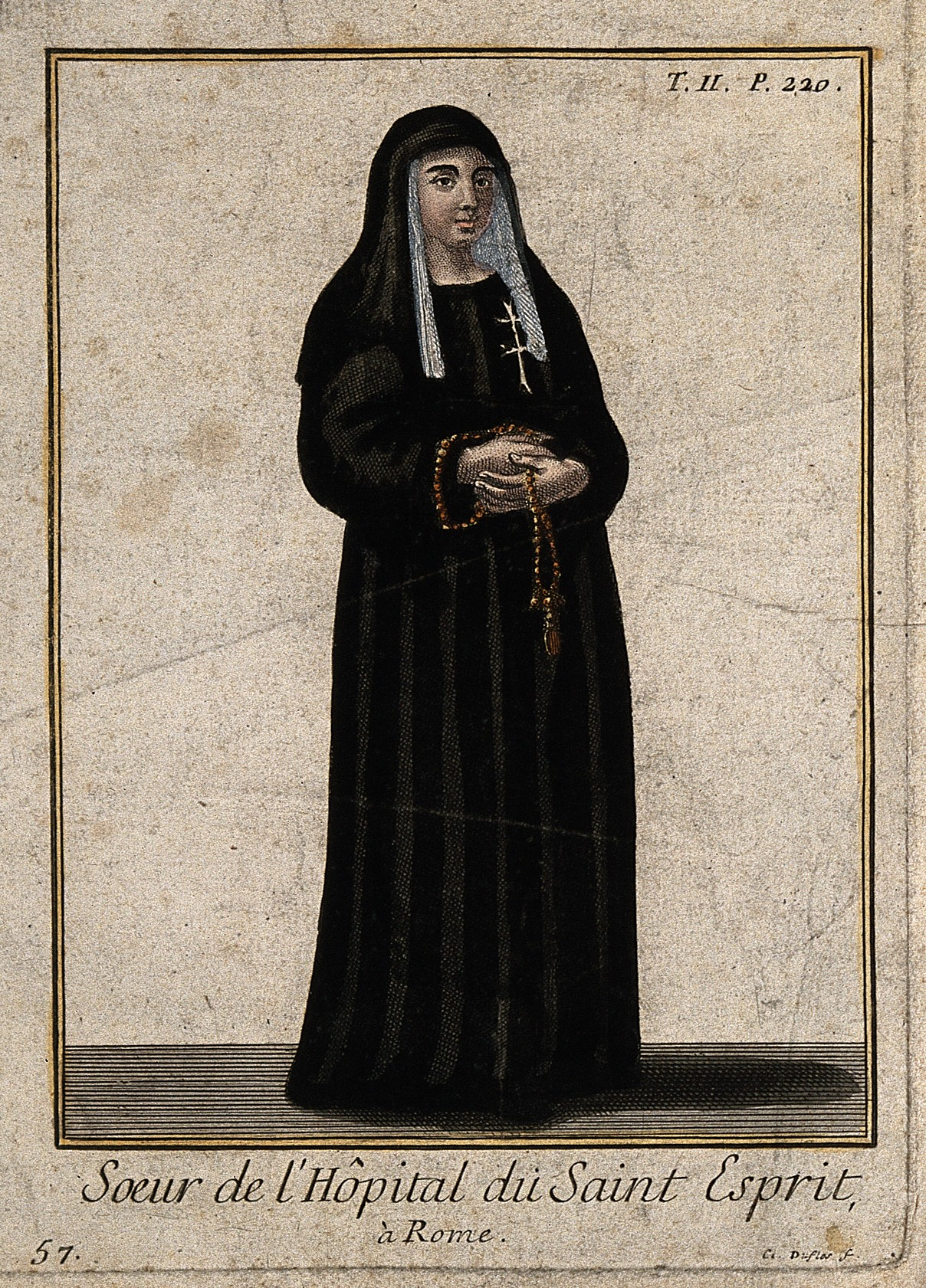
Hospitaliterin vom Heiligen Geist

Hospitalorden (von lateinisch hospitalis ‚gastfreundlich, zum Gastwirt gehörend‘), auch Spitalorden, sind Ordensgemeinschaften, die sich in einem Stifts- oder Klosterspital die hospitalische Versorgung von Kranken, Notleidenden und Pilgern als christlichen Liebesdienst in den Mittelpunkt ihres Wirkens stellten oder stellen. Ihre Mitglieder werden als Hospitaliter bzw. Hospitaliterinnen bezeichnet.

## Frühmittelalter
Die Armen- und Krankenpflege entwickelte sich aus der von Karl dem Großen im Jahre 799 festgelegten Grundpflicht für Grundherren. Die Trägerschaft der Armenpflege auf dem Land wurde den Klöstern zugeteilt, in den Städten wurde sie von Kanonikatsstiften und Spitälern übernommen.

## Hochmittelalter
Als zur Zeit der Kreuzzüge im Heiligen Land militärische Ritterorden entstanden, entwickelten sich einige ursprünglich als reine Hospitalsorden entstandene Bruderschaften durch Übernahme militärischer Aufgaben zu einer Kombination aus Ritter- und Hospitalorden. Hierzu zählten insbesondere die Johanniter (1099), der Templerorden (1118), der Deutsche Orden (1190) und der Lazarus-Orden (1198). Nach der Belagerung von Akkon (1291) gaben diese Orden ihren hospitalischen Charakter großteils auf, nur noch der Lazarus-Orden betrieb (und betreibt als Orden der Heiligen Mauritius und Lazarus noch heute) eigene Hospitäler in Westeuropa.
Weitere bekannte mittelalterliche Hospitalorden sind der Antoniter-Orden (1095), und die Hospitaliter vom Heiligen Geist (1170). 

## Spätmittelalter und Neuzeit
Auch im Spätmittelalter und in der Frühen Neuzeit entstanden aus Hospitalbruderschaften, Bettelorden und Begardengruppen neue Krankenpflegeorden wie die Alexianer (1468), der Hospitalorden des heiligen Johannes von Gott (1571) oder die Kamillianer (1582), die nach der Augustinusregel lebten und in Hospitälern arbeiteten. Konkret mit der Spitalpflege beauftragte Ordensmitglieder wurden auch als Hospitaler bezeichnet. Als Hospitalschwestern oder Hospitaliterinnen wurden alle weiblichen Mitglieder der Hospitalorden und bisweilen auch weitere in der Kranken- oder Armenpflege tätige Ordensschwestern (zum Beispiel: Elisabethinnen (1622), Franziskanerinnen, Graue Schwestern (1842) oder Barmherzige Schwestern) bezeichnet. Besonders im 19. Jahrhundert entstanden viele Kongregationen, deren Hauptaufgabe die Alten- und Krankenpflege ist.